# Pío García-Escudero Márquez
Pío García-Escudero Márquez, iv comte de Badarán (Madrid, 28 d'octubre de 1952), és un arquitecte, aristòcrata i polític espanyol, president del Partit Popular de la Comunitat de Madrid des de 2018 i senador. Membre de la Cambra alta a les vi, vii, vii, viii, ix, x, xi, xii i xiii legislatures de les Corts Generals, va ser president del Senat entre 2011 i 2019.

## Biografia
Va néixer a Madrid, el 1952, sent el major dels deu fills de Felipe García-Escudero Torroba, comte de Badarán (1977-1995), i Eloísa Márquez Cano.
Pío García-Escudero va estudiar arquitectura a l'Escola Tècnica Superior d'Arquitectura de Madrid. En exercici de la seva professió va ser, entre d'altres, arquitecte a la Direcció General de Belles Arts del Ministeri de Cultura. La seva tasca en la restauració de monuments arquitectònics ha estat reconeguda amb diversos premis, com l'Europa Nostra als anys 1985, 1988 i 1996, per les obres de restauració dutes a terme al Palau de Monterrey i el Convent de Santa Clara (Salamanca) i la Capella del Condestable (Burgos).
El 1987 va començar la seva activitat política, durant l'etapa en què José María Aznar fou president de Castella i Lleó, com a director general de Patrimoni i Promoció Cultural a la Junta de Castella i Lleó (1987-1990). Entre 1990 i 1993 va ser director de Rehabilitació del Casc Antic a l'Ajuntament de Madrid.
Va ser diputat a l'Assemblea de Madrid durant tres legislatures entre 1991 i 2003, escollit per primera vegada el 1991 i reelegit en dues ocasions més en les eleccions de 1995 i 1999.
El 2003 va ser escollit regidor a l'Ajuntament de Madrid on va ser nomenat segon tinent d'alcalde i regidor d'Ubranisme, responsabilitats que va exercir fins al 2004.
Des de 1995 és senador i durant nou anys ho va compaginar amb l'activitat parlamentària autonòmica i municipal. Va ocupar escó al Senat, entre 1995 i 2004, en representació de la Comunitat de Madrid a través de designació de l'Assemblea de Madrid. Des del 2004 és senador electe per la circumscripció electoral de Madrid, condició per la qual ha estat elegit en cinc ocasions més els anys 2008, 2011, 2015, 2016 i 2019. A la cambra alta espanyola va exercir la tasca de portaveu del Grup Parlamentari Popular en dues etapes diferents: primer entre 1996 i 1999 i després entre 2004 i 2011.
El 13 de desembre de 2011, durant la sessió constitutiva de la cambra en la X legislatura, va ser escollit president del Senat, càrrec pel qual va tornar a ser elegit el 13 de gener (XI legislatura) i el 19 de juliol de 2016 (XII legislatura). A la XIII legislatura, va ser escollit vicepresident segon del Senat el dia 21 de maig de 2019.
Com a militant del Partit Popular (PP) ha desenvolupat diferents tipus de responsabilitats dins la formació: ha estat president del PP de Madrid entre 1993 i 2004, coordinador d'Organització Electoral (1999 i 2003) i president de les Comissions Organitzadores del XIII i XIV Congrés Nacional del PP el 1998 i 2001, respectivament.

### Vincles amb els Papers de Bárcenas
Amb la publicació dels anomenats Papers de Bárcenas, pels quals es desprèn una presumpta comptabilitat que el Partit Popular no hauria declarat a Hisenda, semblaria que Pío García-Escudero hauria rebut un total de 6.010 euros en sobresous amb diners en negre procedents del finançament il·legal del partit.

## Genealogia
Ancestres de Pío García-Escudero Márquez:
|  |                                                    |  |  |  |  |  |  |  |  |  |  |  |  |  |  |  |
|  | 8. Pío García Escudero y Ubago                     |  |  |  |  |  |  |  |  |  |  |  |  |  |  |  |
|  |                                                    |  |  |  |  |  |  |  |  |  |  |  |  |  |  |  |
|  |                                                    |  |  |  |  |  |  |  |  |  |  |  |  |  |  |  |
|  | 4. Pío García-Escudero y Fernández de Urrutia (es) |  |  |  |  |  |  |  |  |  |  |  |  |  |  |  |
|  |                                                    |  |  |  |  |  |  |  |  |  |  |  |  |  |  |  |
|  |                                                    |  |  |  |  |  |  |  |  |  |  |  |  |  |  |  |
|  | 9. María del Pilar Fernández de Urrutia y Sola     |  |  |  |  |  |  |  |  |  |  |  |  |  |  |  |
|  |                                                    |  |  |  |  |  |  |  |  |  |  |  |  |  |  |  |
|  |                                                    |  |  |  |  |  |  |  |  |  |  |  |  |  |  |  |
|  | 2. Felipe García-Escudero y Torroba                |  |  |  |  |  |  |  |  |  |  |  |  |  |  |  |
|  |                                                    |  |  |  |  |  |  |  |  |  |  |  |  |  |  |  |
|  |                                                    |  |  |  |  |  |  |  |  |  |  |  |  |  |  |  |
|  | 5. Emma Torroba y Goicoechea                       |  |  |  |  |  |  |  |  |  |  |  |  |  |  |  |
|  |                                                    |  |  |  |  |  |  |  |  |  |  |  |  |  |  |  |
|  |                                                    |  |  |  |  |  |  |  |  |  |  |  |  |  |  |  |
|  | 1. Pío García-Escudero Márquez                     |  |  |  |  |  |  |  |  |  |  |  |  |  |  |  |
|  |                                                    |  |  |  |  |  |  |  |  |  |  |  |  |  |  |  |
|  |                                                    |  |  |  |  |  |  |  |  |  |  |  |  |  |  |  |
|  | 3. Eloisa Márquez Cano                             |  |  |  |  |  |  |  |  |  |  |  |  |  |  |  |
|  |                                                    |  |  |  |  |  |  |  |  |  |  |  |  |  |  |  |
|  |                                                    |  |  |  |  |  |  |  |  |  |  |  |  |  |  |  |